# 孤独の太陽 (monobrightの曲)
「孤独の太陽」（こどくのたいよう）とは、日本のバンド、monobrightの楽曲で、7枚目のシングルである。2009年11月11日発売（発売元はDefSTAR Records）。
キャッチコピーは「渇いた無情なる時代。それでも歩き出す。」。
前作から約2ヶ月ぶりのリリースで、表題曲は、バンドと同じアミューズ所属の俳優、三浦春馬主演の日本テレビ系ドラマ『サムライ・ハイスクール』主題歌である。楽曲はドラマのために書き下ろさたものであり、バンドにとっては初のドラマ主題歌である。作詞・作曲したヴォーカルの桃野陽介は、「誰しもがぶつかる見えないモヤモヤな壁、そんなイメージを曲にしました」と言っている。
カップリング曲は、2枚目のアルバム『monobright two』収録の「SGS」の別バージョンであり、ライブで既に披露されたもの。
初回仕様には、monobright×三浦春馬「サムライ・ハイスクール」斬り捨て五面!ステッカーが封入された。

## 収録曲
- 全作詞・作曲：桃野陽介　編曲：monobright

1. 孤独の太陽 (3:58)
2. SGS 〜tamageta ver.〜 (3:15)

## 収録アルバム
オリジナル
- 『ADVENTURE』 (#1)

ベスト
- 『MONOBRIGHT BEST ALBUM 〜Remain in MONOBRIGHT〜』 (#1)